# Glencoe (Kentucky)
Glencoe – miasto w Stanach Zjednoczonych, w stanie Kentucky, w hrabstwie Gallatin.